# Faro di Capo Circeo
Il faro di Capo Circeo è situato nel promontorio del Circeo circa 3 km a ovest di San Felice Circeo. Il faro fa capo al Comando di Zona Fari della Marina Militare con sede a Napoli (che si occupa di tutti i fari del Tirreno meridionale), Reggenza del Circeo.

## Storia
Il faro è attivo dal 1866, e fu costruito sotto il pontificato del Papa Pio IX.

## Architettura
Il faro è composto di un fabbricato di colore chiaro abitato dal farista con adiacente alla Torre Faro alta 18 metri.
Il faro è dotato di un'ottica rotante che emette un lampo di luce bianca con periodo di 5 secondi. L'altezza del piano focale sul livello del mare è di circa 38 metri. Il faro ha una portata nominale di 23 miglia marine, ed una portata geografica di 17 miglia. Il faro è visibile tra 263° e 107°, con settore di visibilità di 204° e risulta pertanto oscurato per settore di 156° in quanto il lato a nord è coperto dal Monte Circeo.

## Galleria d'immagini

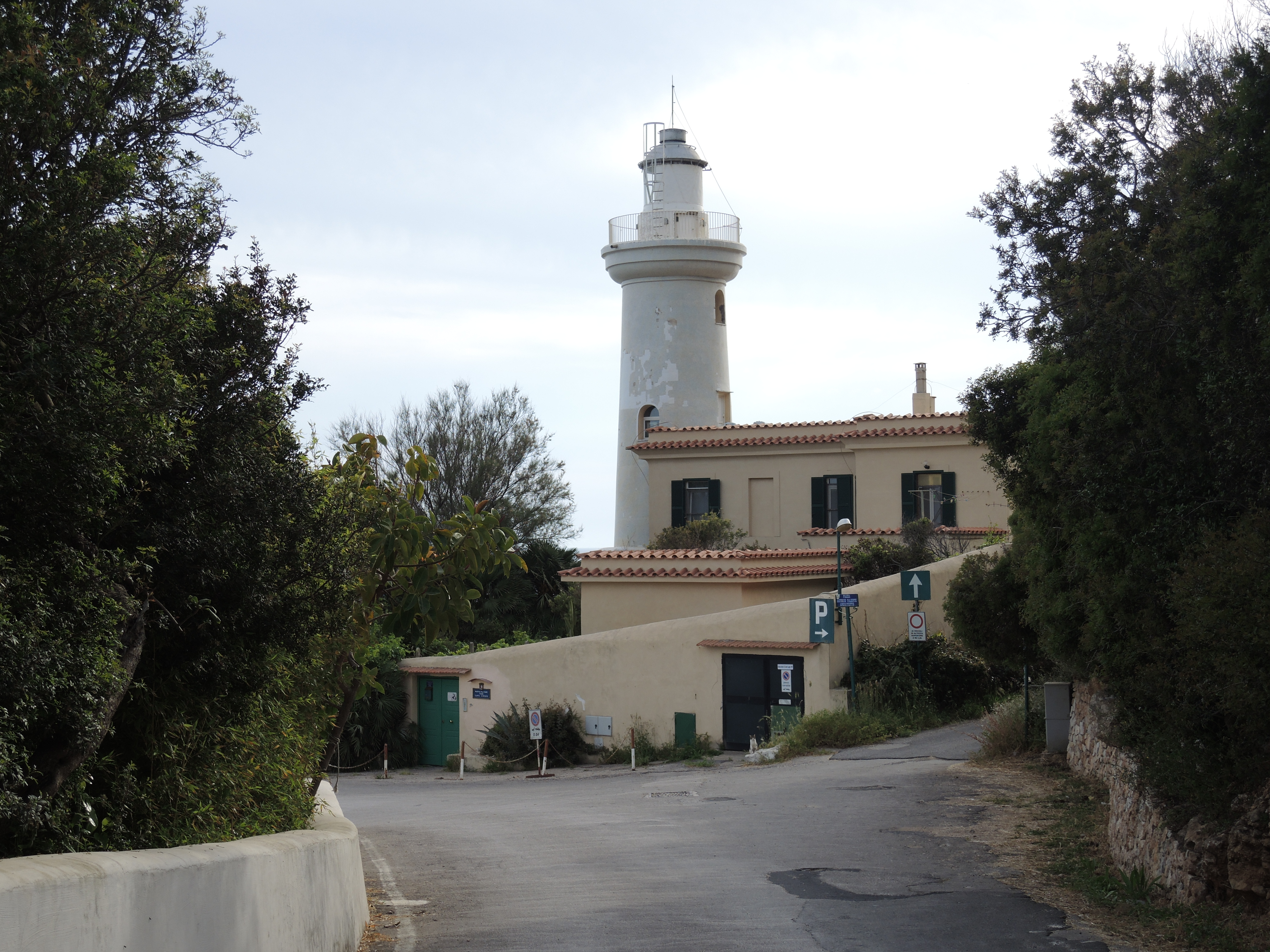
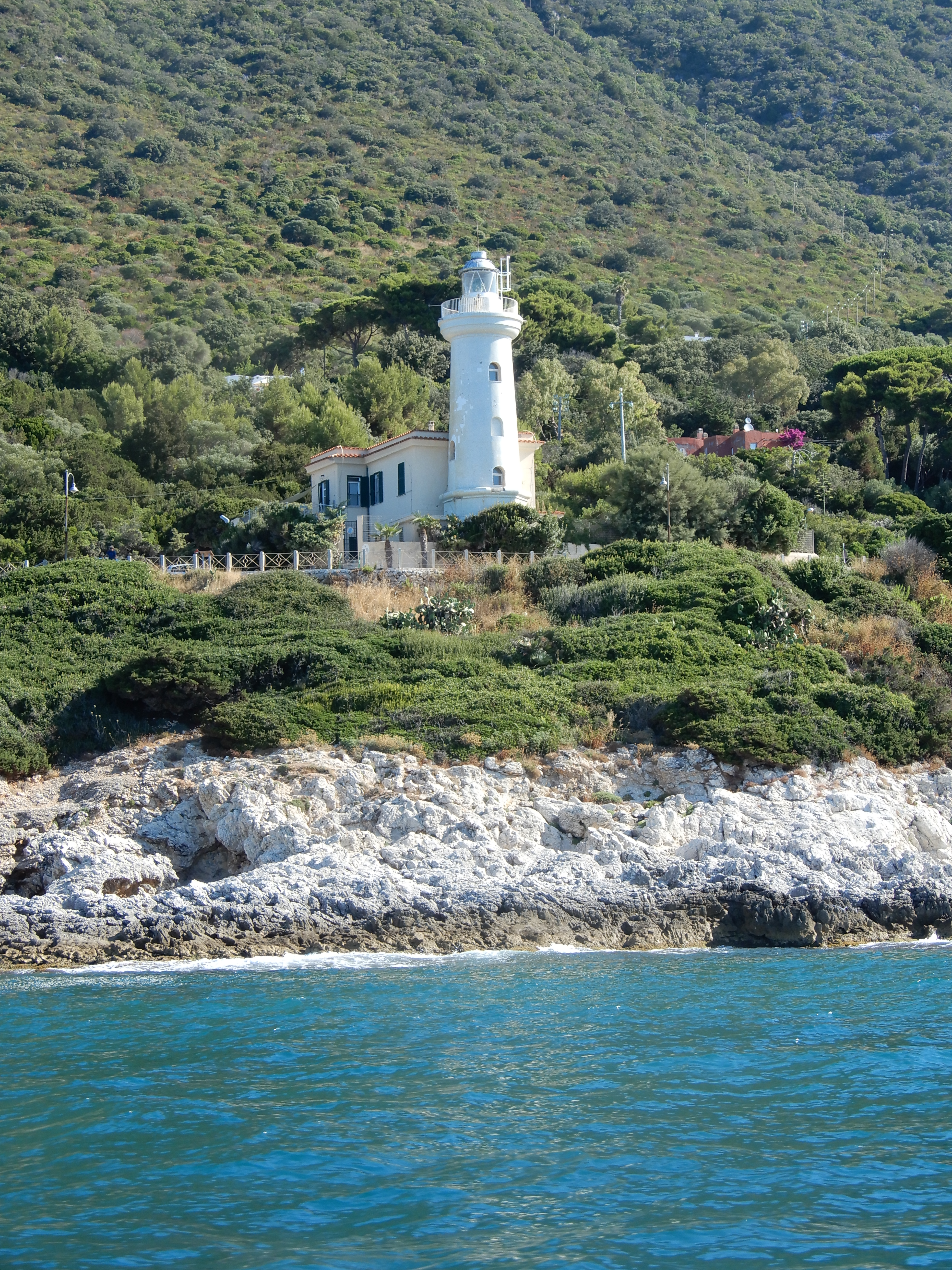